# Jane Monheit

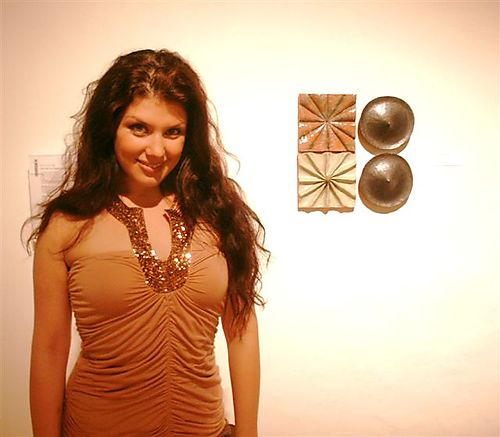
Jane Monheit

Jane Monheit (* 3. November 1977 in Oakdale, Long Island, New York) ist eine amerikanische Jazz-Sängerin. Sie galt Anfang der 2000er Jahre als eine der hoffnungsvollsten jungen Sängerinnen dieses Genres.

## Biografie
Monheit kommt aus einer musikalischen Familie und ihre Schule förderte ihre musikalische Erziehung mit einem speziellen Ausbildungsprogramm. In ihrer Jugend hörte sie Klassik, Jazz, Bluegrass und Folk und studierte Klarinette sowie Musiktheorie. Noch während ihrer High-School-Zeit begann sie, in Clubs auf Long Island aufzutreten und orientierte sich an Jazzgrößen wie Ella Fitzgerald, Sarah Vaughan und Carmen McRae. Mit 20 Jahren belegte sie den zweiten Platz beim renommierten Thelonious-Monk-Wettbewerb in New York. Die Jury setzte sich aus hochklassigen Künstlern wie Dee Dee Bridgewater, Diana Krall und Dianne Reeves zusammen. Die Juroren lobten Monheits erfrischende Natürlichkeit, die Wärme ihrer Stimme und die swingende Phrasierung ihres Gesangs. Hier kam die Ähnlichkeit mit Fitzgerald besonders zum Tragen.
Ihr Debüt nahm Monheit zusammen mit Musikern wie Kenny Barron, Ron Carter und Lewis Nash auf: Never Never Land (2000). Für ihre dritte CD In The Sun (2002) fand die Sängerin schließlich eine feste Quartettbesetzung, mit der sie auch den Abschlussabend des JazzBaltica-Festivals 2003 eröffnete. Das Album Taking a Chance on Love (2004) kletterte bis auf Platz eins der US-amerikanischen Jazz-Charts und knackte erstmals für die Sängerin die Top-100 der Pop-Charts. Noch im gleichen Jahr trat sie umjubelt bei den Leverkusener Jazztagen auf. 2005 veröffentlichte sie ihr erstes Weihnachtsalbum Season, für das sie bei dem Label Epic unterschrieb. 2007 folgte Surrender.
Monheits Album Home (2010) erreichte Platz fünf der Jazz-Charts. Im Jahr 2013 veröffentlichte sie ihr neuntes Studioalbum, das von Gil Goldstein produzierte Heart of the Matter, das wiederum Platz fünf der Jazz-Charts erreichte. Danach war sie an zwei Alben von David Benoit beteiligt, bevor sie 2016 mit The Songbook Sessions eine Hommage an ihr Idol Ella Fitzgerald vorlegte.
Beim Label Provident erschien im März 2021 das Album Come What May mit ihrer langjährigen Begleitband um Michael Kanan mit zehn Titeln, darunter die Songs When a Woman Loves a Man, Samba do Aviao und My Funny Valentine.

## Diskografie

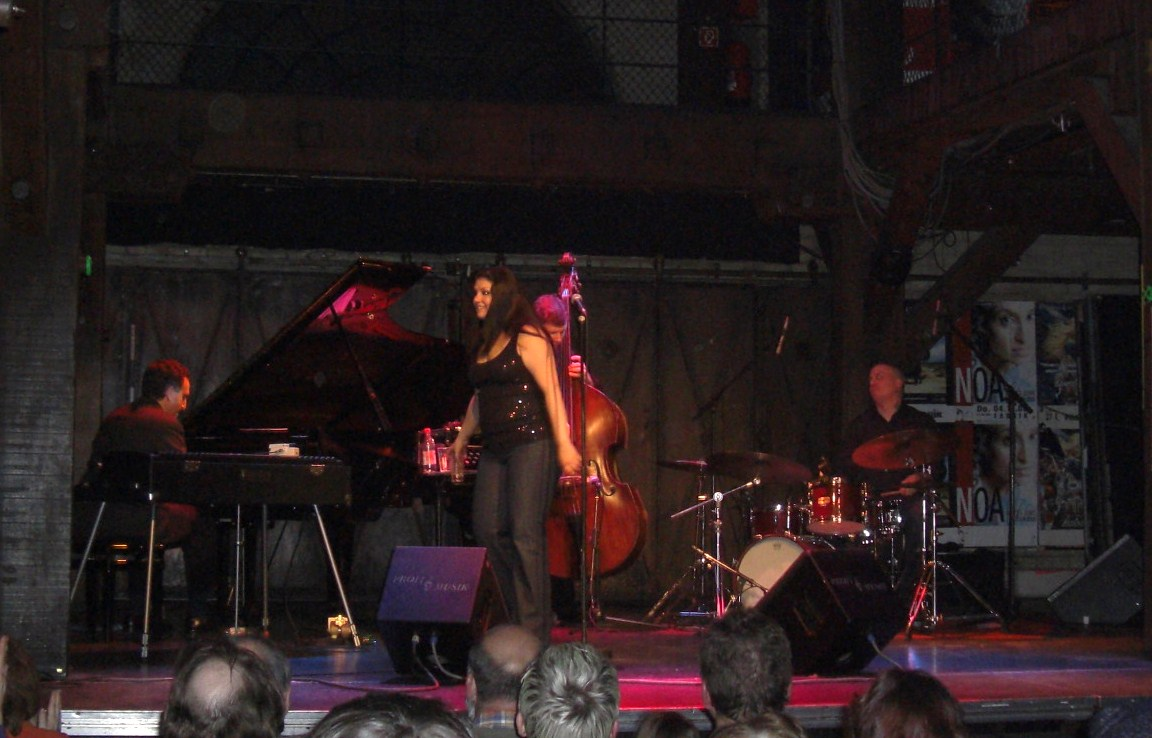
Jane Monheit und Band in der Hamburger Fabrik am 30. November 2008

- 2000: Never Never Land (DE: Gold (German Jazz Award))[3]
- 2001: Come Dream with Me (DE: Gold (German Jazz Award))
- 2002: In the Sun
- 2003: Live at the Rainbow Room (CD + DVD)
- 2004: Taking a Chance on Love
- 2005: The Monheit Collection
- 2005: Season
- 2007: Surrender
- 2008: The Lovers, the Dreamers and Me
- 2010: Home
- 2013: The Heart of the Matter
- 2016: The Songbook Sessions: Ella Fitzgerald
- 2021: Come What May (Provident)